# Лях Роман Данилович
Роман Данилович Лях (1 серпня 1929, с. Тарасівка, нині Межівський район Дніпропетровська область — 14 березня 2002, м. Донецьк) — український історик, доктор історичних наук, професор, заслужений працівник освіти України. Член Донецького відділення НТШ.

## Біографія
Народився 1 серпня 1929 року в с. Тарасівці Межівського району Дніпропетровської області в родині сільського інтелігента. Трудову діяльність розпочав 1948 року на педагогічному поприщі: вчитель історії, завуч, директор Георгіївської, Ганнівської шкіл Мар'їнського району. Хист організатора в молоді роки найбільше виявився під час перебування на посаді директора Прелеснянської школи Слов'янського району Донецької області. Роман Данилович докладав максимум зусиль до облаштунку школи. Під його керівництвом і за його безпосередньої участі було зведене нове приміщення школи, яка й до сьогодні служить прелеснянським дітлахам.
Закінчив Сталінський державний педагогічний інститут. Безпосередній шлях Романа Ляха в науку розпочався 1964 року, коли він поступив до аспірантури при Харківському державному університеті. Його науковим керівником став доктор історичних наук, професор, завідувач кафедри історії України І. К. Рибалка. Через три роки напруженої праці відбувся захист кандидатської дисертації на тему: «Аграрні перетворення в Донецькій губернії в 1920—1922 роках». Саме в цей час на базі педінституту в Донецьку відбувалося формування держуніверситету, потрібні були кадри. Роман Данилович пристав на пропозицію працювати в новому університеті і разом із сім'єю переїхав до Донецька. Розпочалася нова сторінка в біографії. В різні роки обіймав посади асистента, старшого викладача, доцента, заступника декана, виконуючого обов'язки декана, завідувача кафедри історії УРСР.
1982 року в спеціалізованій раді при Харківському держуніверситеті захистив докторську дисертацію на тему: «Здійснення ленінської аграрної політики в Україні (1917—1923 рр.)». Після цього обіймав посаду професора кафедри історії УРСР, завідувача кафедри історіографії, джерелознавства та методики викладання історії Донецького державного університету, протягом десяти років, з 1992 року очолював кафедру історії України.
Роман Лях не тільки сам займався науковою діяльністю, а й активно залучав молодь. Щодо студентства він вважав, що його наукова діяльність – обов'язкова складова навчального процесу. Чимало з його колишніх студентів обрали в житті заняття наукою і на сьогодні є відомими науковцями. Можна говорити про створення цілої школи істориків Ляха Романа Даниловича, адже серед його учнів понад десять кандидатів, кілька докторів історичних наук. Із постанням незалежної України, з відкриттям нових перспектив щодо вивчення історії України Роман Данилович докладав максимум зусиль для піднесення авторитету цього напрямку освіти й наукового знання. Постійно опікувався станом вивчення історії України. Він пропонував визнати історію України державницькою дисципліною, у системі Міносвіти створити управління суспільних наук. Збільшити кількість годин на гуманітарних факультетах. Пропонував запровадити спеціальний курс історії незалежної України. Він стояв біля витоків спеціалізованої ради по захисту дисертацій при Донецькому університеті, був її першим головою.

## Науковий доробок
Науковий доробок Романа Даниловича Ляха перевищує 100 праць. Провідне місце належить аграрній проблематиці. Дослідивши значний масив документів з архівосховищ України й Росії, він показав репресивну політику радянської влади щодо колишніх поміщиків та заможного селянства. Вперше в радянській історіографії він навів дані про конфіскацію й розподіл землі, худоби, реманенту поміщицьких маєтків; обмеження землекористування заможних селян; кількість селянських виступів; бюджети селянських родин; зміни в соціальній структурі сільського населення тощо. Кількісні характеристики своєю ґрунтовністю вражають і сучасного читача. Основні висновки дослідника можна резюмувати таким чином: в результаті здійснення аграрної політики було створення нового аграрного ладу; його основними рисами стали відсутність приватної власності на землю, націоналізація землі, ліквідація поміщицьких так званих нетрудових господарств, передача більшої частини землі в користування селянам; виникнення соціалістичних господарств – радгоспів і колгоспів. Роман Данилович торкався аграрних відносин і в інші часи, зокрема таких аспектів як постачання села машинами в роки радянської індустріалізації, відбудова сільського господарства Донбасу у повоєнні роки тощо.
Іншим важливим напрямком творчості Р. Д. Ляха було краєзнавство. Особливо пожвавилася його діяльність у цьому напрямку з початком роботи над створенням багатотомної «Історії міст і сіл Української РСР». Він був членом редколегії тому «Донецька область». Його перу належать нариси, присвячені Володарському, Прелесному, Сергіївці, Добропіллю, Старомлинівці. У наступні роки Роман Лях видає низку статей з різноманітних питань історії рідного краю. Він є співавтором монографічного дослідження про розвиток краєзнавства в Україні «Історичне краєзнавство в Українській РСР», а також учасником проекту «Реабілітовані історією. Донецька область». Він – активний учасник десяти всеукраїнських конференцій з історичного краєзнавства. Як голова правління Донецького обласного відділення Всеукраїнської спілки краєзнавців Роман Данилович надавав методичну підтримку місцевим краєзнавцям, музейним працівникам, учителям шкіл. Зокрема, він є співавтором навчального посібника для 10-11 класу «История родного края». Протягом кількох років очолював журі обласної олімпіади з історії серед учнів.
Третій напрямок наукової діяльності Р. Ляха — методичний. Він брав участь у створенні навчальних посібників, серед яких на особливу увагу заслуговують «Джерелознавство історії Української РСР», «Історія України. З найдавніших часів до середини XIV ст. Підручник для 7 класу», «Історія України. Навчальний посібник для студентів неісторичних спеціальностей».
Освіті України Роман Данилович віддав 54 роки свого життя, з яких протягом 36 років плекав молоде покоління істориків у Донецькому університеті.

## Участь у громадському житті
Протягом життя не стояв осторонь громадської діяльності. Очолював Донецький міський народний університет «Пам'ятники розповідають»; був членом правління Донецької обласної організації Товариства охорони пам'яток історії й культури, членом президії Донецької та Ворошиловської районної організації товариства, головою правління Донецького обласного відділення Всеукраїнської спілки краєзнавців. Роман Данилович був частим гостем донецьких радіо- та телестудій, у 1990-х роках — щотижневого лекційно-дискусійного клубу Донецького обласного Товариства української мови ім. Т. Г. Шевченка виступаючи з лекціями історичної тематики. Член Донецького відділення НТШ.

## Відзнаки, нагороди
За сумлінну працю і значний внесок у розвиток і зміцнення Української держави Роман Данилович отримав подяку Президента України Л. Кучми.